# Heinrich Engelke
Heinrich Engelke (* 25. Mai 1910 in Lehe; † 8. Mai 1979 in Karl-Marx-Stadt) war ein deutscher Politiker der Sozialistischen Einheitspartei Deutschlands (SED) in der Deutschen Demokratischen Republik (DDR). Er war 1945 kurzzeitig Oberbürgermeister und später Stadtverordneter in Chemnitz.

## Leben
Engelke, Sohn eines Fotografen, erlernte nach dem Abschluss des Realgymnasiums den Beruf des Zahntechnikers. Zum 1. November 1928 trat er der NSDAP bei (Mitgliedsnummer 103.329), aber zum 1. April 1931 verließ er die Partei wieder. 1942 wurde er als Sanitäter in die deutsche Wehrmacht eingezogen und kämpfte im Zweiten Weltkrieg. 1943 desertierte Engelke und schloss sich der sowjetischen Roten Armee an. Bis 1945 besuchte er mehrere Antifaschulen in der Sowjetunion und war als Frontbeauftragter des antifaschistischen Nationalkomitees Freies Deutschland (NKFD) eingesetzt.
Nach Kriegsende trat Engelke in die Kommunistische Partei Deutschlands (KPD) ein und wurde 1946 Mitglied der SED. Noch im Juli 1945 wurde er von den sowjetischen Besatzungstruppen, als Nachfolger von Fritz Gleibe, zum Oberbürgermeister von Chemnitz ernannt. Er übte das Amt jedoch nur einige Wochen aus. 1946 bis 1950 war er Abgeordneter des Kreistags Chemnitz und bis 1952 Kreisrat von Chemnitz.
Von 1952 bis 1958 war Engelke Leiter der Abteilung Kommunale Wirtschaft beim Rat des Bezirks Karl-Marx-Stadt. Von 1958 bis 1961 war er Stadtverordneter und 1. Stellvertreter des Oberbürgermeisters von Karl-Marx-Stadt. Danach war er bis 1970 Stadtbezirksbürgermeister von Karl-Marx-Stadt-Mitte/Nord und Vorsitzender der Gesellschaft für Deutsch-Sowjetische Freundschaft im gleichen Stadtbezirk.

## Ehrungen
- Vaterländischer Verdienstorden in Bronze (DDR)